# République populaire ukrainienne des soviets
Ne doit pas être confondu avec République socialiste soviétique d'Ukraine.
1917–1919
Entités précédentes :
- République populaire ukrainienne

Entités suivantes :
- République populaire ukrainienne

La république soviétique d'Ukraine était l'un des noms d'anciennes formations quasi-étatiques ukrainiennes soviétiques créée en 1917 par la fusion des états bolchéviques locaux créés par les communistes à la suite de la révolution d'Octobre survenue l'année précédente.

## Histoire
L'histoire de la République soviétique ukrainienne et de son gouvernement commence du 24 au 25 décembre 1917, à Kharkiv, le premier Congrès panukrainien des conseils (radas, soviets) a été organisé, déclarant l'Ukraine « République ukrainienne, République populaire ukrainienne des Soviets - République soviétique d'Ukraine ». Le Congrès a décidé de conclure une alliance étroite avec la République russe (également soviétique) et a élu le Comité exécutif central (ukrainien : ЦВК).
Il a été réformé le 19 mars 1918, lors du deuxième congrès panukrainien des Soviets à Iekaterinoslav, à la suite de la signature du traité de Brest-Litovsk par la République socialiste fédérative soviétique de Russie, le 3 mars. Gouvernement et peuple soviétiques, qui le soutenait étaient étroitement alliés à la République soviétique russe. Après la victoire du gouvernement soviétique en Ukraine, la République populaire d'Ukraine des Soviets a été officiellement renommée en « République soviétique d'Ukraine », puis en République socialiste soviétique d'Ukraine, qui est devenue l'un des cofondateurs de l'Union soviétique.
Les forces militaires du gouvernement soviétique de la République ukrainienne de cette époque sont connues sous le nom d'armée des cosaques rouges, partie intégrante de l'armée rouge de l'Union soviétique.
La République a uni la République populaire d'Ukraine des Soviets, la République soviétique de Donetsk-Krivoy Rog et la République soviétique d'Odessa dans le cadre de la RSSF russe. Elle fut cependant rapidement dépassée par les forces des puissances centrales et de la République populaire d'Ukraine. 
Le 18 avril 1918, à Taganrog, la session du Comité exécutif central des Soviets annonce que le gouvernement de l'Ukraine soviétique, le Comité exécutif central de l'Ukraine et le Secrétariat du peuple seraient désormais regroupés en « Bureau ukrainien » pour guider la lutte des insurgés contre l'occupation allemande.